# Ciemno (województwo lubelskie)
Ciemno – wieś w Polsce położona w województwie lubelskim, w powiecie lubartowskim, w gminie Kamionka.
| SIMC    | Nazwa      | Rodzaj    |
| ------- | ---------- | --------- |
| 1020298 | Kąty       | część wsi |
| 0382527 | Laski      | część wsi |
| 1020387 | Rososz     | część wsi |
| 1020401 | Stara Wieś | część wsi |
| 1020418 | Ujmy       | część wsi |

Wieś szlachecka położona była w drugiej połowie XVI wieku w powiecie lubelskim województwa lubelskiego. W latach 1975–1998 miejscowość administracyjnie należała do ówczesnego województwa lubelskiego.
Wieś stanowi sołectwo gminy Kamionka. Według Narodowego Spisu Powszechnego (III 2011 r.) wieś liczyła 281 mieszkańców.

## Urodzeni w Ciemnie
- Aleksander Fil (ur. 9 stycznia 1903 w Ciemnie, zm. 21 czerwca 1986) – komendant obwodu Lubartów Okręgu Lublin Batalionów Chłopskich oraz II zastępca komendanta obwodu Lubartów Okręgu Lublin Armii Krajowej.
- Bogusław Aftyka (ur. 10 maja 1926 w Ciemnie, zm. 26 lutego 1977) – pułkownik MO, 1943-1944 partyzant GL-AL.